# Luhačovice
Luhačovice (pronunție în cehă [ˈluɦatʃovɪtsɛ], în germană Luhatschowitz) este o comună și un oraș balnear din districtul Zlín, regiunea Zlín, Cehia. Are o populație de aproximativ 5.100 de locuitori.
Este cunoscut pentru cea mai mare stațiune balneară din Moravia și pentru clădirile valoroase din punct de vedere arhitectural, proiectate de arhitectul Dušan Jurkovič⁠(d). Centrul istoric al orașului, cu infrastructura balneară, este bine conservat și este protejat prin lege ca zonă de monumente urbane. Mica capelă „Sfânta Elisabeta” din 1795 este cea mai veche clădire care s-a păstrat din Luhačovice.

## Diviziuni administrative
Luhačovice este alcătuit din patru diviziuni administrative (populația este între paranteze conform recensământului din 2021):
- Luhačovice (4.160)
- Kladná Žilín (192)
- Polichno (257)
- Řetechov (233)

Polichno și Řetechov formează două exclave ale teritoriului comunei.

## Etimologie
Numele său a fost probabil derivat din numele personal Luhač. Numele ar putea fi derivat și din luhy, care are sensul de „pajiști pe sol umed”.

## Geografie

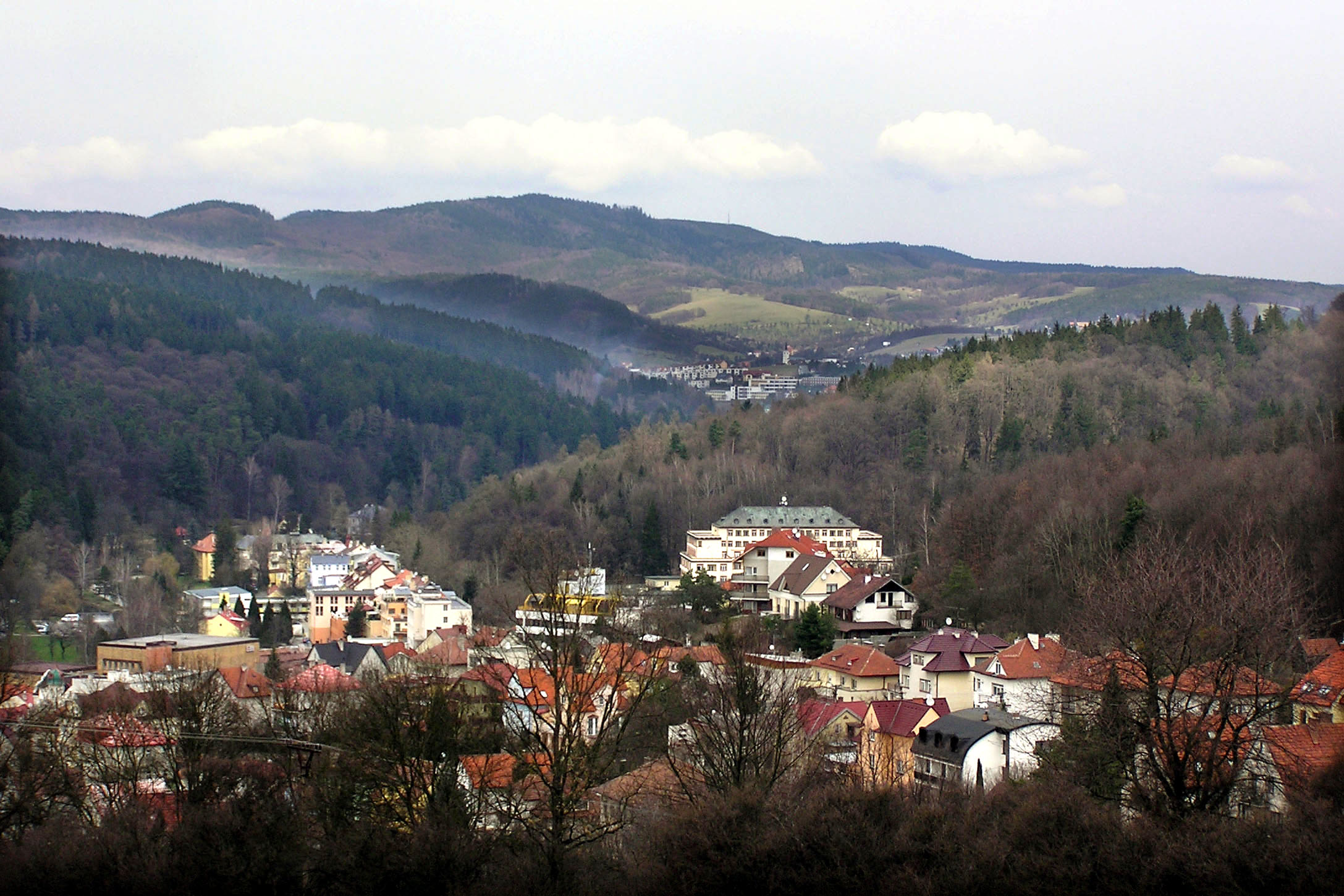
Vedere a orașului

Luhačovice se află la aproximativ 15 kilometri (9 mi) sud de Zlín. Se găsește într-un peisaj deluros din Munții Vizovice. Cel mai înalt punct al comunei este dealul Brda, aflat la 600 metri (2.000 ft) deasupra nivelului mării, situat în Řetechov. 
Orașul se află în valea pârâului Luhačovický potok, la o altitudine de aproximativ 250 m deasupra nivelului mării. Partea estică a teritoriului comunei se extinde în Aria Protejată Peisagistică Carpații Albi.

## Istorie

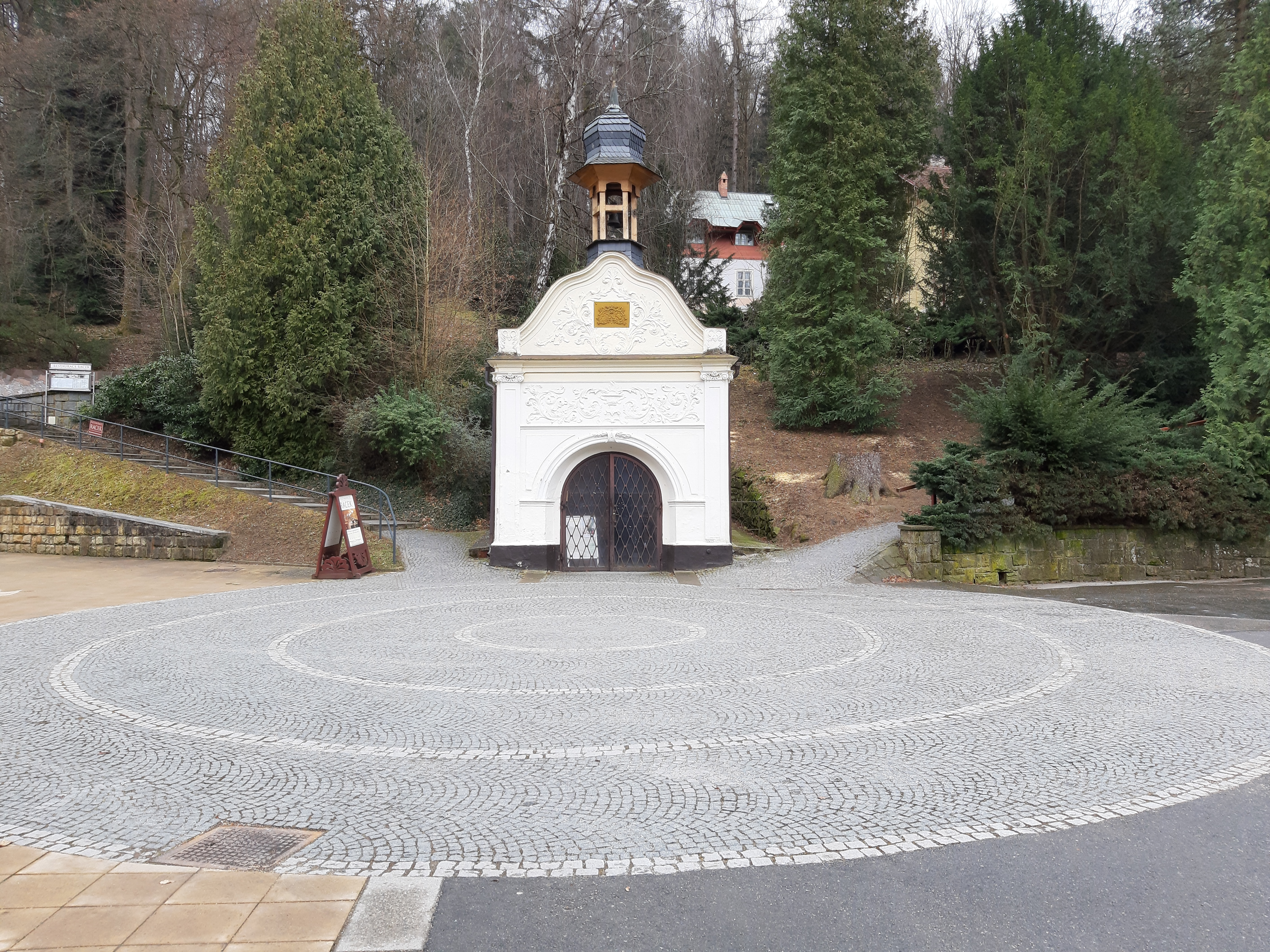
Capela „Sfânta Elisabeta”

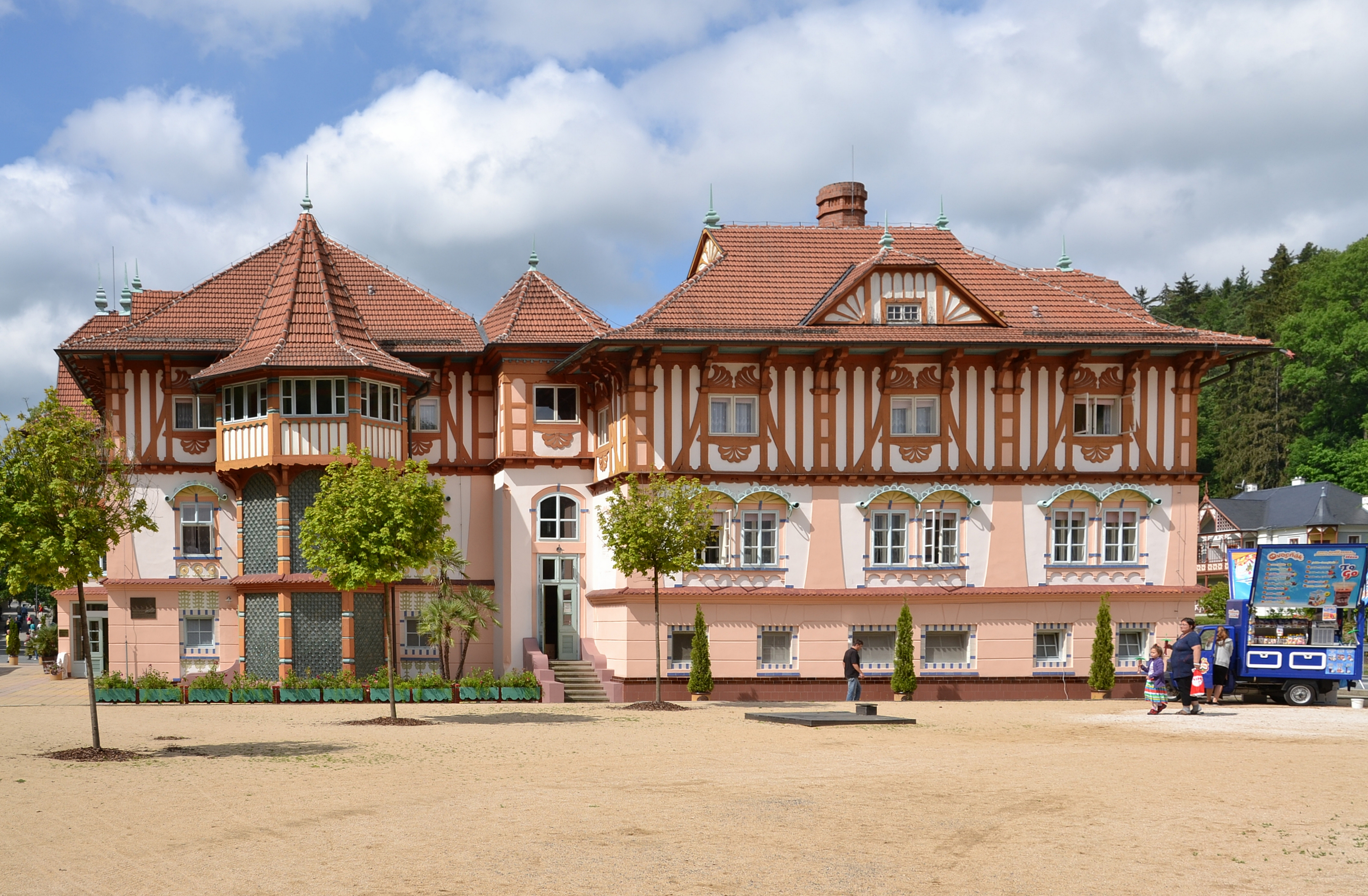
Casa Jurkovič

### Secolele XV-XVIII
Prima mențiune scrisă a lui Luhačovice datează din anul 1412.
La sfârșitul secolului al XVI-lea, Luhačovice a devenit centrul unei moșii care cuprindea 12 sate.
După Bătălia de la Muntele Alb, moșia a fost achiziționată de Maximilian de Liechtenstein. El a vândut apoi moșia și, din 1629 până în 1945, a aparținut familiei Serényi.
Familia Serényi a fost prima care a folosit izvoarele minerale din zonă și care a construit stațiunea balneară. În a doua jumătate a secolului al XVII-lea, contele Ondřej Serényi a amenajat primul izvor, numit ulterior Amandka, după un alt membru al familiei, Amand Serényi. Un alt izvor a fost amenajat în jurul anului 1760 și ulterior redenumit Vincentka după Vincent Serényi.
Zvonurile despre puterea vindecătoare a izvoarelor din Luhačovice s-au răspândit, iar primul han pentru oaspeții balneari a fost construit în 1789.
La sfârșitul secolului al XVIII-lea, în vecinătatea izvoarelor au fost construite case noi, hanuri și Capela „Sfânta Elisabeta”.

### Secolele XIX-XXI
La sfârșitul secolului al XIX-lea, stagnarea și falimentul iminent au afectat stațiunea balneară.
În 1902, medicul ceh František Veselý⁠(d) a venit la Luhačovice și a decis să obțină fonduri pentru a transforma Luhačovice într-o stațiune balneară cehă modernă, prin înființarea unei societăți pe acțiuni, care a preluat stațiunea de sub controlul familiei Serényi. Cu toate acestea, ei au continuat să joace un rol semnificativ din punct de vedere financiar.
A fost construită o linie de cale ferată, care a devenit necesară pentru comună, iar Luhačovice a ajuns să aibă legătură directă de transport cu Praga, Brno și Olomouc.
Prima etapă a dezvoltării importante a clădirilor din zona balneară a fost legată de numele arhitectului Dušan Jurkovič⁠(d), autorul reconstrucției fundamentale a Casei Janův, a stabilimentului hidropatic și a altor spații.
După stagnarea din timpul Primului Război Mondial și apariția Republicii Cehoslovace independente, în principal în anii 1920 și 1930, importanța stațiunii balneare Luhačovice a crescut odată cu creșterea numărului de locuitori.
Comuna Luhačovice a fost promovată la rang de oraș în 1936. Au apărut și alte clădiri de importanță arhitecturală. După ocuparea Boemiei și Moraviei de către Germania Nazistă, stațiunea balneară a fost închisă aproape complet publicului ceh și a fost preluată de organizații naziste.
Între 1945 și 1947, a fost construit un nou complex de clădiri balneare: Colonada Mare și Colonada Mică, Sala Vincentka și centrul de sănătate. Schimbările sociale de după februarie 1948 au influențat atât viața locuitorilor din Luhačovice, cât și organizația balneară în ansamblu, după ce întreaga infrastructură balneară a fost naționalizată.
În 1957, Luhačovice și alte stațiuni balneare au primit statutul de stațiune balneară, în cadrul Ministerului Sănătății. Atât tratamentul balnear cât și mediul înconjurător sunt în continuă îmbunătățire.
În 2017, Castelul Luhačovice și alte câteva proprietăți au fost retrocedate Isabellei Thienen-Adlerflycht, născută Serényi.

## Transporturi
Luhačovice este conectat cu capitala Praga printr-o cale ferată interregională directă. În plus, există o linie de cale ferată spre Bojkovice.

## Apă minerală

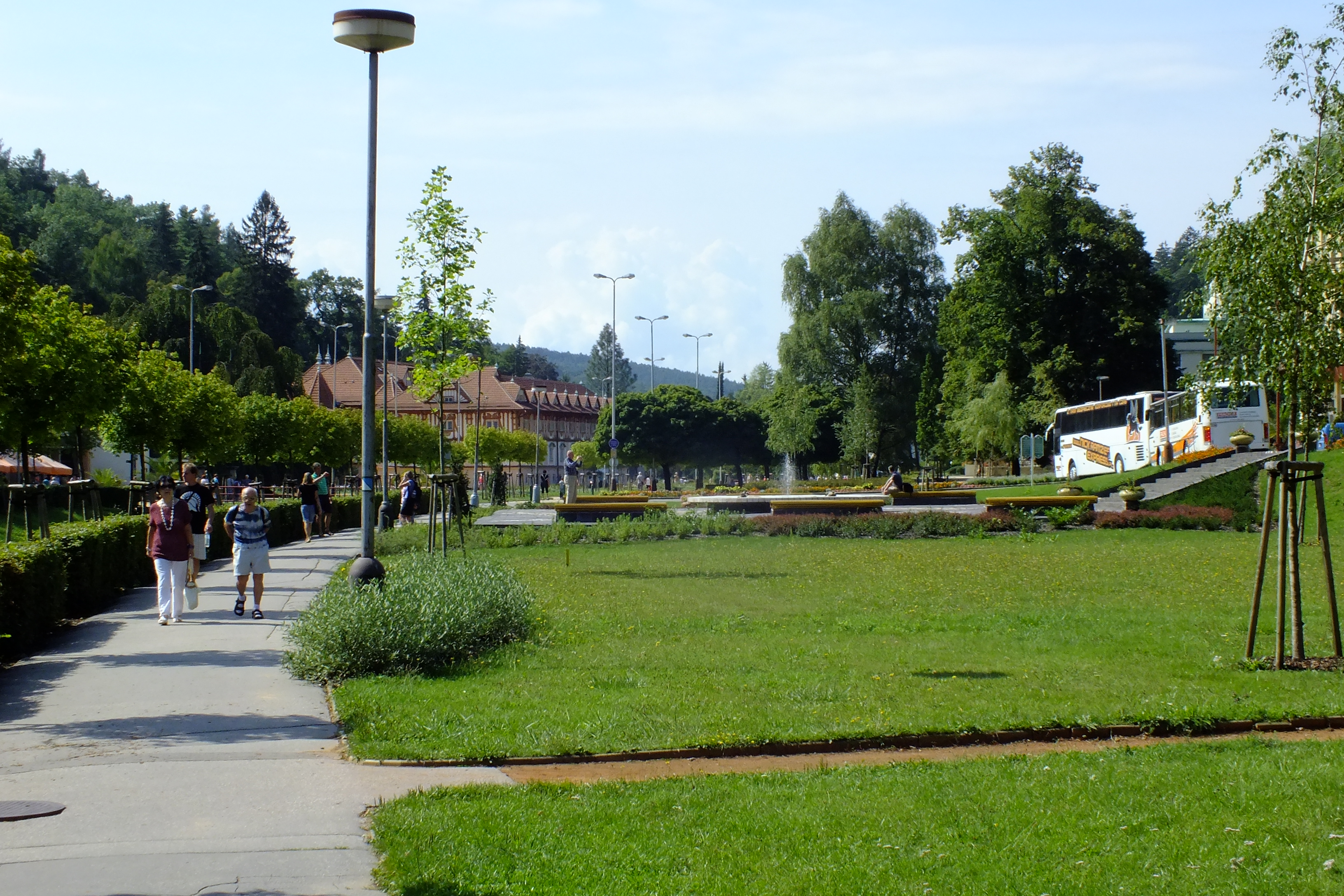
Parc balnear

Apa minerală Luhačovice este o apă puternic mineralizată, natural efervescentă, indicată pentru afecțiuni ale corzilor vocale și ale căilor respiratorii, boli metabolice, ulcere gastroduodenale, ciroză hepatică, diabet zaharat, pancreatită cronică și consum excesiv de alcool. Apa este îmbuteliată sub marca comercială Vincentka.

## Obiective turistice

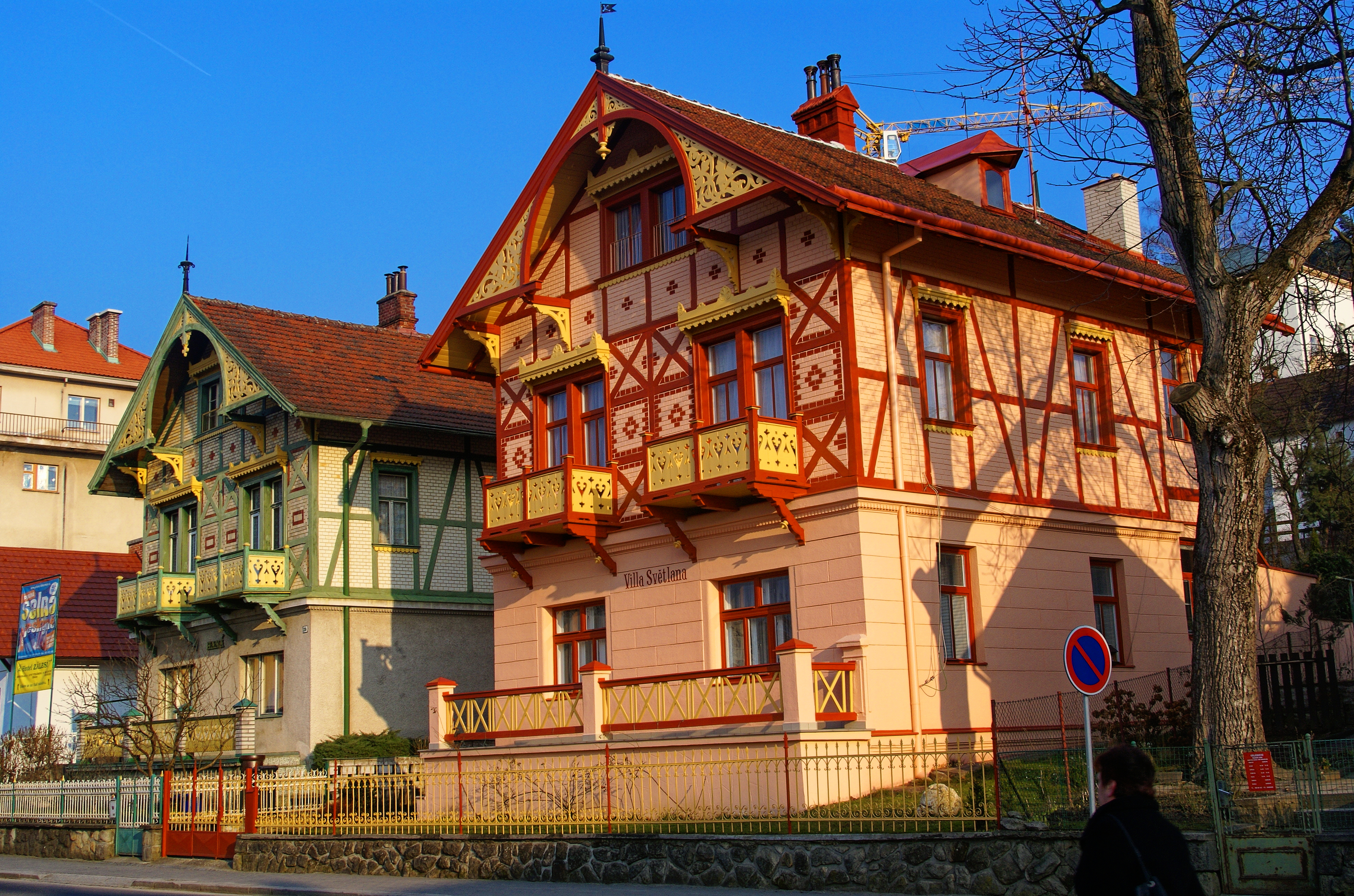
Vilele în stil elvețian Art Nouveau Haná și Světlana din 1895 și 1897

Mica capelă „Sfânta Elisabeta” din 1795 este cea mai veche clădire care s-a păstrat din Luhačovice. Începând cu anii 1880, în oraș au fost construite numeroase vile, majoritatea în stil elvețian, Art Nouveau și neorenascentist.
În perioada 1902–1914, arhitectul Dušan Jurkovič⁠(d) a creat aici un ansamblu unic de clădiri în stilul popular Art Nouveau, inspirat de mediul natural local. Aspectul clădirilor sale a influențat întregul urbanism al orașului Luhačovice.
Casa Jurkovič din 1902 a fost prima clădire a lui Jurkovič⁠(d) și face parte dintre cele mai faimoase și valoroase obiecte din stațiune. Hotelul este decorat cu o frescă cu Sfinții Chiril și Metodiu, pictată de Jano Köhler⁠(d).
Alte clădiri populare în stil Art Nouveau din Jurkovič includ hotelurile Chaloupka și Jestřabí, un institut de hidroterapie cu piscină Sunshine Spa, vilele Vlastimila și Valaška, o tribună pentru muzică și mai multe clădiri care nu au fost păstrate.
În anii 1920 și 1930, cu contribuția unor arhitecți ca Bohuslav Fuchs⁠(d), J. L. Holzl sau frații Kuba, au fost construite case și pavilioane balneare, primăria, o nouă piscină și o casă comunitară, care au completat aspectul unic al orașului.

## Persoane notabile
- Tomáš Eduard Šilinger⁠(d) (1866–1913), politician și jurnalist; a decedat aici
- Josef Šnajdr⁠(d) (1909–1992), comandant militar și pilot
- Bronislav Červenka⁠(d) (n. 1975), fotbalist și manager
- Jan Jelínek⁠(d) (n. 1982), fotbalist și manager

## Orașe înfrățite–orașe gemene
Comuna Luhačovice este înfrățită cu:
- Piešťany, Slovacia
- Topoľčany, Slovacia
- Ustroń, Polonia